# Piper corrugatum
Piper corrugatum là một loài thực vật có hoa trong họ Hồ tiêu. Loài này được Kuntze miêu tả khoa học đầu tiên năm 1891.